# Aplocera tangens
Aplocera tangens är en fjärilsart som beskrevs av Hann 1931. Aplocera tangens ingår i släktet Aplocera och familjen mätare. Inga underarter finns listade i Catalogue of Life.